# 阿蘭康格村
阿蘭康格村（波斯語：النكنگه，罗马化：Ālankangeh），是伊朗吉兰省兰库区阿姆拉什县科吉德鄉的一條村。2006年人口普查顯示該村人口為8人，分佈於5個家庭。